# Stanisław Kopczyński
Stanisław Kopczyński (ur. 10 stycznia 1873 w Płońsku, zm. 11 lipca 1933 w Cieszynie) – lekarz i działacz społeczny.
Był synem Antoniego i Anieli z Sowińskich. Ojciec jego był rzemieślnikiem. Od roku 1883 uczył się w Gimnazjum Gubernialnym w Płocku, które ukończył w 1892 roku ze złotym medalem. Następnie studiował medycynę na Cesarskim Uniwersytecie Warszawskim. W roku 1897 zdał egzamin lekarski, a później dokształcał się w Wiedniu i Berlinie. Od 1899 roku mieszkał na stałe w Warszawie, najdłużej przy ul. Wspólnej 28 w nabytej przez siebie kamienicy (nie istnieje). W roku 1903 ożenił się z krakowianką Heleną Krumłowską, siostrą Konstantego Krumłowskiego.

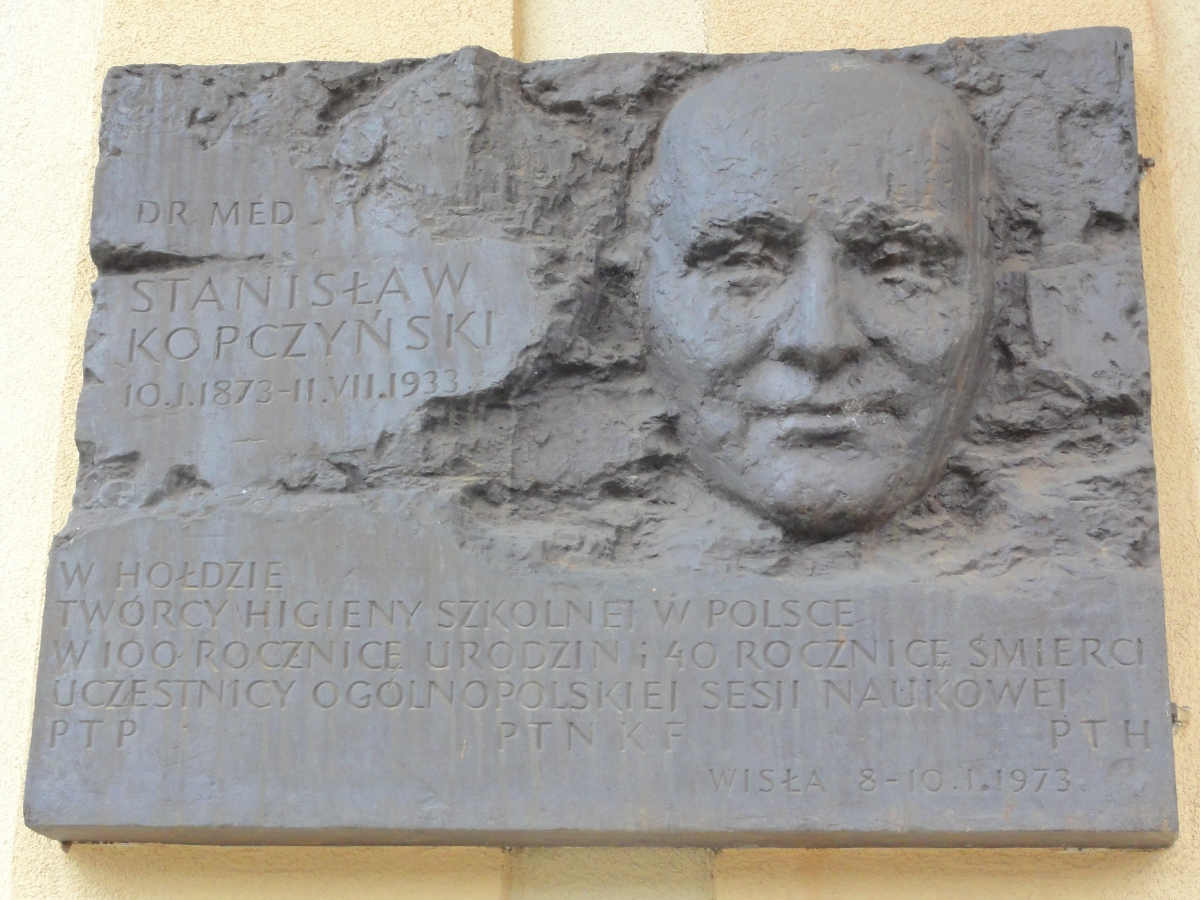
Tabliczka poświęcona Stanisławowi Kopczyńskiemu w Wiśle

Ma wielkie zasługi jako organizator służby zdrowia i higieny szkolnej. Na ten temat opublikował ponad 200 prac naukowych. Z jego inicjatywy fundowano stypendia dla maturzystów Gimnazjum im. Marsz. St. Małachowskiego w Płocku, którzy podejmowali studia medyczne. Był ekspertem Ligi Narodów do spraw higieny szkolnej. Związany również z miejscowością Wisła, gdzie wybudował willę „Dąbrówka” w stylu witkiewiczowskim. Pochowany na cmentarzu w Wiśle. Jego imieniem nazwana jest szkoła podstawowa nr 220 w Warszawie, Park Miejski w Wiśle.
Członek Zarządu Głównego Polskiej Macierzy Szkolnej w 1908 roku.  Był pracownikiem Rady Sekcji Oświecenia Publicznego Departamentu Wyznań Religijnych i Oświecenia Publicznego  Tymczasowej Rady Stanu.
Jest autorem podręcznika Higiena szkolna. Podręcznik  zbiorowy dla kierowników szkół, nauczycieli i lekarzy szkolnych. (Warszawa 1921).
Odznaczony Krzyżem Komandorskim Orderu Odrodzenia Polski (1930) i tytułem Officier de l'Instruction Publique.
Miał troje dzieci: Andrzeja (lekarz stomatolog), Barbarę (nauczycielka) i Jacka (architekt ).
Prawnukiem Stanisława Kopczyńskiego jest dziennikarz Krzysztof Ziemiec.